# LOVE×れでぃお
『LOVE×れでぃお』（ラブれでぃお）は、声優・歌手の榊原ゆいがメインパーソナリティを務めるインターネットラジオ番組。タイトルコールは「榊原ゆいのLOVE×れでぃお」となっている。2019年10月1日(第178回)『LOVE×Radio』と改題。

## 番組概要
榊原ゆい 公式サイト「LOVE×TRAX」にて配信中。原則的に毎月1日に更新される（2011年5月までは毎月1日更新、その後2012年4月までは毎月15日更新）。バックナンバーの配信はなし。メールが採用されたリスナーの中から毎回1名に榊原がデザインを担当したオリジナルグッズがプレゼントされる。番組を収録したCD「LOVE×れでぃおCD」が不定期に発売されている。

## 歴史
2004年6月1日に配信開始。第2回から、アシスタントパーソナリティとして師匠が登場。師匠は榊原ゆいが飼っていたハムスターだが、番組中では男性（第3回以降は女性）の声を加工している。なお、本物の師匠はすでに亡くなっている。
2013年には放送100回を記念し、3月30日に赤坂BLITZにて開催された榊原の単独ライブイベント『Battle★LOVE×Live2013』での公開録音が行われた。
2006年12月からは並行して『裏VE×れでぃお』（うらブれでぃお、2008年2月からは『NEW 裏VE×れでぃお』）も配信されていたが、こちらは2011年4月分を最後に中断している。

## コーナー
ふつメル
普段の何気ないことや、質問・意見・感想などを募集するコーナー。
お題メール
毎週異なるお題にそったメールを募集するコーナー。
見っけメール
街で見つけた変な物や愉快な人について投稿を募集するコーナー。
ゆいリク
榊原ゆいの楽曲リクエストコーナー。
ラブトラちゃんのコーナー
榊原ゆい 公式サイト「LOVE×TRAX」マスコットキャラクター「ラブトラちゃん」への何気ない質問を募集するコーナー。

### 終了したコーナー
俺こり
「俺のこだわり」について投稿するコーナー。

## テーマソング
歌は全て榊原ゆいが担当。テーマソングは番組オープニングに流れるが、テーマソングが決まる前の第2回まではインスト曲（蒼空のメモリーズ）が流れていた。
1. Love×2♪song - 『オーガストファンBOX』主題歌。シングル「jewelry days」にc/wとして収録。
2. Love☆Emergency - 『夜明け前より瑠璃色な』PC版主題歌。シングル「Eternal Destiny」にc/wとして収録。
3. LOVEclick☆ - 3rdアルバム『princess』に収録。
4. Love☆Jet! - 9thアルバム『BLOODY TUNE』に収録。

## ゲスト
| 回     | 配信日  | ゲスト     | 備考               |
| 2012年 | 2012年  | 2012年     | 2012年             |
| ------ | ------- | ---------- | ------------------ |
| 第94回 | 10月1日 | 歩河みぃな | 師匠が休みのため。 |